# Ceraticelus atriceps
Ceraticelus atriceps là một loài nhện trong họ Linyphiidae.
Loài này thuộc chi Ceraticelus. Ceraticelus atriceps được Octavius Pickard-Cambridge miêu tả năm 1874.